# Lanny
Lanny ist als selbstständige Verkleinerungsform von Lance, Landon und anderer Namen, die mit Lan beginnen, ein englischer männlicher und (seltener) weiblicher Vorname, der insbesondere in den USA und Kanada vorkommt.

## Namensträger

### Männlicher Vorname
- Lanny Bassham (* 1947), US-amerikanischer Sportschütze
- Lanny Bell (1941–2019), US-amerikanischer Ägyptologe
- Lanny Cordola (* 1961), US-amerikanischer Rockgitarrist und Musikproduzent
- Lanny Davis (* 1946), US-amerikanischer Jurist, Rechtsberater im Weißen Haus
- Lanny Flaherty (1942–2024), US-amerikanischer Schauspieler
- Lanny Gare (* 1978), deutsch-kanadischer Eishockeyspieler
- Lanny McDonald (* 1953), kanadischer Eishockeyspieler
- Lanny Morgan (* 1934), US-amerikanischer Jazz-Altsaxophonist
- Lanny Poffo (1954–2023), kanadischstämmiger US-amerikanischer Wrestler und Dichter
- Lanny Wadkins (* 1949), US-amerikanischer Profigolfer

### Weiblicher Vorname
- Lanny Barby (* 1981), frankokanadische Pornodarstellerin
- Lanny Barnes (* 1982), US-amerikanische Biathletin